# Hovintendent
Hovintendent är en titel vid de svenska Kungliga hovstaterna. Cheferna för Riksmarskalksämbetets ekonomiavdelning och Kungliga Husgerådskammaren bär titeln överintendent. Vid hovstaterna finns även slottsintendenter och naturvårdsintendenter.

## Förste hovintendent
- 1904-???? - John Böttiger
- 1913-???? - Carl Bendix
- 1930-???? - Frans Ståhl
- 1933-???? - Bror Kronstrand
- 1941-???? - Per Malmsten
- 1949-???? - Swante Fleetwood
- 1958-???? - Nils Millar
- 1959-???? - Carl-Eric Ekstrand
- 1979-???? - Elisabeth Palmstierna
- ????-idag - Wilhelm Reuterswärd